# Jennie Reed
Jennie Reed (ur. 20 kwietnia 1978 w Kirkland) – amerykańska kolarka torowa, wicemistrzyni olimpijska oraz czterokrotna medalistka mistrzostw świata.

## Kariera
Pierwszy sukces na arenie międzynarodowej Jennie Reed osiągnęła w 1999 roku, kiedy na igrzyskach panamerykańskich w Winnipeg zdobyła srebrny medal w sprincie indywidualnym. Kolejny medal zdobyła w 2004 roku podczas mistrzostw świata w Melbourne, gdzie była trzecia w keirinie, ulegając tylko Francuzce Clarze Sanchez i Włoszce Elisie Frisoni. W tym samym roku brała udział w igrzyskach olimpijskich w Atenach, zajmując dziesiąte miejsce w sprincie indywidualnym. Na igrzyskach panamerykańskich w Rio de Janeiro w 2007 roku była najlepsza w keirinie, a w sprincie indywidualnym zdobyła srebrny medal.
Mistrzostwa świata w Manchesterze w 2008 roku przyniosły jej dwa medale: złoty w keirinie oraz brązowy w sprincie indywidualnym, w którym wyprzedziły ją Victoria Pendleton z Wielkiej Brytanii i Simona Krupeckaitė z Litwy. Startowała także na igrzyskach olimpijskich w Pekinie, zajmując piąte miejsce w sprincie. Trzy lata później, podczas mistrzostw świata w Apeldoorn w 2011 roku zdobyła wspólnie z Sarą Hammer i Dotsie Bausch srebrny medal w drużynowym wyścigu na dochodzenie.